# Brassia farinifera
Brassia farinifera är en orkidéart som beskrevs av Jean Jules Linden och Heinrich Gustav Reichenbach. Brassia farinifera ingår i släktet Brassia och familjen orkidéer. Inga underarter finns listade i Catalogue of Life.